# Wuttichai Panboot
Wuttichai Panboot (thailändisch วุฒิชัย ปานบุตร, * 30. März 1991) ist ein thailändischer Fußballspieler.

## Karriere
Wuttichai Panboot steht seit mindestens 2019 beim Krabi FC unter Vertrag. 2019 spielte der Verein aus Krabi in der Lower Region der dritten Liga. Die Saison 2021/22 spielte Krabi in der Southern Region der Liga. Am Ende der Saison feierte Makasoot mit Krabi die Meisterschaft der Region und anschließend den Aufstieg in die zweite Liga. Sein Zweitligadebüt gab Wuttichai Panboot am 27. August 2022 (3. Spieltag) im Auswärtsspiel gegen den Nakhon Pathom United FC. Hier stand er in der Startelf und stand die kompletten 90 Minuten im Tor. Das Spiel endete 1:1. Nach insgesamt 63 Ligaspielen wechselte der Torwart im Sommer 2023 zum Drittligaaufsteiger PT Satun FC. Mit dem Verein aus Satun spielt er in der Southern Region der Liga.

## Erfolge
Krabi FC
- Thai League 3 – South: 2021/22  ▲